# August Neidhardt von Gneisenau
August Wilhelm Anton Neidhardt von Gneisenau (ur. 27 października 1760 w Schildau, zm. 23 sierpnia 1831 w Poznaniu) – hrabia, feldmarszałek.

## Życiorys

### Pochodzenie i młodość
August Wilhelm von Gneisenau pochodził z Saksonii, z rodziny o tradycjach wojskowych. Jego ojciec, August Wilhelm Neidhardt był oficerem artylerii.
Od 1769 roku wychowywany był przez jezuitów, od 1777 roku studiował filozofię na uniwersytecie w Erfurcie. W 1778 roku przerwał naukę i zaciągnął się do wojska. Wstąpił do austriackiego pułku huzarów. Jako kadet przyjął nazwisko von Gneisenau pochodzące od rodowego majątku jego rodziny w Górnej Austrii.

### Żołnierz najemny
W 1780 August Wilhelm von Gneisenau otrzymał awans na podporucznika i został oficerem w armii margrabiego Bayreuth-Ansbach. Później służył w oddziałach pomocniczych armii angielskiej w Ameryce Północnej. Po powrocie z Nowego Świata w 1786 roku wstąpił na służbę do króla pruskiego. W 1787 roku został awansowany na porucznika i przydzielony do sztabu. W 1790 roku został sztabskapitanem. W 1796 roku awansował na kapitana z przydziałem na dowódcę kompanii fizylierów.

### Wojny napoleońskie
Podczas wojen napoleońskich von Gneisenau awansowany na majora brał udział w bitwach pod Saalfeld/Saale (1806) i pod Jeną (1806). Krótko potem został dowódcą brygady korpusu Antoniego Wilhelma Lestocqa, a w kwietniu 1807 roku komendantem Kołobrzegu. Obrona tej twierdzy (oblężenie Kołobrzegu), którą von Gneisenau postanowił utrzymać w rękach pruskich za wszelką cenę stała się najważniejszą bitwą jego życia oraz stworzyła jego legendę jako znakomitego dowódcy. Otworzyła też przed Gneisenauem drogę do kariery i najwyższych stopni wojskowych. 25 lipca 1807 roku został powołany do komisji reorganizacyjnej Gerharda von Scharnhorsta. 17 sierpnia 1807 roku za obronę Kołobrzegu otrzymał od króla pruskiego order Pour le Mérite. 26 sierpnia 1807 roku awansował na podpułkownika. W 1808 powołany został na inspektora twierdz i szefa korpusu inżynierów. W 1809 roku został powołany do departamentu artylerii i inżynierii. Otrzymał awans na pułkownika.
Po 1809 roku na krótko został odsunięty od spraw wojskowych. Podróżował po Europie. Podczas wyprawy Napoleona I na Moskwę powrócił jednak do Królestwa Prus i uczestniczył w polityce odzyskania przez ten kraj niepodległości. W 1813 roku został generałem-majorem i generalnym kwatermistrzem Armii Śląskiej feldmarszałka Gebharda von Blüchera. Brał udział w bitwie pod Lützen. Zaraz potem został gubernatorem Śląska i generalnym kwatermistrzem armii. W czerwcu 1813 otrzymał awans na szefa sztabu feldmarszałka Blüchera. Za swoją postawę w bitwie pod Lipskiem awansowany został do stopnia generała-porucznika i odznaczony Żelaznym Krzyżem I klasy.
W 1814 roku brał udział w marszu na Paryż. Po upadku I Cesarstwa we Francji otrzymał tytuł szlachecki hrabiego. Podczas 100 dni Napoleona przekonał feldmarszałka Blüchera do marszu pod Waterloo. Za udział w tej bitwie otrzymał Order Czarnego Orła. W 1815 roku jako generał piechoty dowodził VIII. Korpusem w Koblencji. Później wycofał się z życia publicznego.

### Feldmarszałek

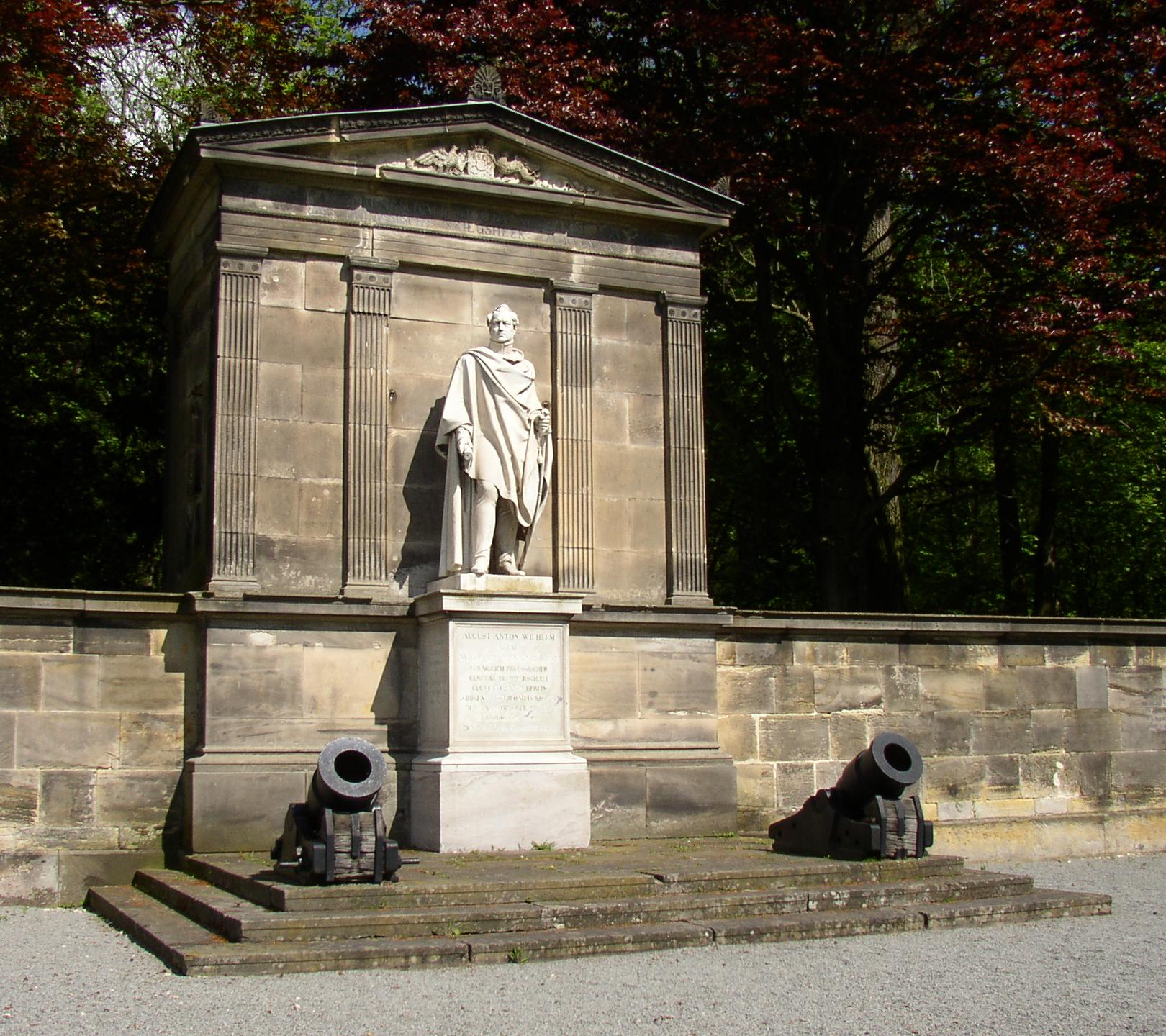
Pomnik w Sommerschenburg

W 1817 roku powrócił do służby państwowej. Został członkiem Rady Państwa. Od 1818 roku był gubernatorem Berlina. W 1825 roku został awansowany na feldmarszałka. Podczas powstania listopadowego (1830–1831) został wysłany ze swoją armią do Wielkiego Księstwa Poznańskiego w celu oczekiwania na dalszy rozwój wydarzeń w Królestwie Kongresowym.
Zmarł podczas epidemii cholery w Poznaniu, w Hotelu Wiedeńskim. Pochowany został w mauzoleum w Sommerschenburg. Był ojcem generała Brunona Neidhardta von Gneisenau (1811–1889).
Fryderyk Engels określił go mianem geniusza. W czasach NRD stawiany był za historyczny wzór socjalistycznej obronności kraju. W 1981 odsłonięto jego pomnik w Sommerschenburg (150. rocznica śmierci).

## Odznaczenia
Odznaczenia feldmarszałka von Gneisenau to między innymi:
- Order Orła Czarnego
- Order Pour le Mérite z liśćmi dębu
- Krzyż Żelazny I klasy
- Krzyż Wielki Orderu Maksymiliana Józefa (Bawaria)
- Krzyż Wielki Orderu Gwelfów (Hanower)
- Krzyż Wielki Orderu Wojskowego Wilhelma (Niderlandy)
- Komandor Orderu Marii Teresy (Austria)
- Komandor Orderu Leopolda (Austria)
- Order Świętego Aleksandra Newskiego (Imperium Rosyjskie)
- Order Świętego Jerzego III klasy (Imperium Rosyjskie)
- Order Świętego Włodzimierza II klasy (Imperium Rosyjskie)
- Order Świętej Anny I klasy (Imperium Rosyjskie)
- Broń Złota „Za Waleczność” (Imperium Rosyjskie)